# Где-то там
Где-то там  (англ. Elsewhere) — австрийский документальный фильм в 12 эпизодах, повествующих о жизни в 12 различных местах Земли. На протяжении 2000 Николаус Гейрхалтер и его команда путешествуют по разным местам Земли и снимают в каждом месте 1 месяц, ища места, где ничего неизвестно о смене тысячелетия. Фильм был выпущен на многих языках: немецком, английском, фалиаше, гренландском, хантыйском, короваи, гунвинггу (наречие австралийцев-аборигенов), ладакхи, наси, нисгаа (язык аборигенов Канады), оджихимба, саами, сардском, тамашеке.